# Purpururkunde
Purpururkunde ist die Bezeichnung für eine mittelalterliche Urkunde, die auf purpurgefärbtem Pergament geschrieben wurde.
Purpur war einer der teuersten Farbstoffe der Antike. Er wurde aus dem Sekret von Purpurschnecken in einem langwierigen Verfahren gewonnen.
Purpururkunden wurden zuerst in der Kanzlei der byzantinischen Kaiser in Konstantinopel angefertigt. Bekannt sind einige solcher Urkunden an verschiedene Päpste im 12. Jahrhundert. Aus der ottonischen Kanzlei sind einige Purpururkunden seit dem 10. Jahrhundert erhalten. Diese waren meist Zweitanfertigungen von Originalen auf ungefärbtem Pergament. Auch aus dem Königreich Sizilien ist eine Purpururkunde aus dem 12. Jahrhundert bekannt.
Purpururkunden
| Abbildung           | Bezeichnung                           | Jahr | Aussteller             | Empfänger                         | Bemerkungen |
| ------------------- | ------------------------------------- | ---- | ---------------------- | --------------------------------- | --- |
|                     | Privilegium Ottonianum                | 962  | Otto I.                | Papst Johannes XII.               | Besitzbestätigung und Schutzgarantie für Kirchenstaat, Bestätigung der Constitutio Romana                                        |
|                     | Heiratsurkunde der Kaiserin Theophanu | 972  | Otto II.               | Prinzessin Theophanu von Byzanz   | Dotationsurkunde anlässlich der Heirat Ottos mit Theophanu, 2005 als Weltdokumentenerbe nominiert, aber von der UNESCO abgelehnt |
| (Original verloren) | Privilegium Heinricianum              | 1020 | Heinrich II.           | Papst                             | Bestätigung des Privilegium Ottonianum                                                                                           |
|                     | Urkunde                               | 1035 | Konrad II.             |                                   | |
|                     | Urkunde                               | 1074 | Heinrich IV.           |                                   | |
|                     | Urkunde                               | 1095 | Heinrich IV.           |                                   | |
|                     | Kodikellos                            | 1109 | Alexios I. von Byzanz  | Christodulos, Beamter in Sizilien | Verleihung des Ehrentitels Protonobilissimus                                                                                     |
|                     | Urkunde                               | 1134 | Roger II. von Sizilien | Familie Pierleoni                 | Privileg für Familie von Gegenpapst Anaklet II.                                                                                  |
|                     | Urkunde                               | 1147 | Konrad III.            | Kloster Corvey                    | Besitzbestätigung |
|                     | Urkunde                               | 1152 | Friedrich I.           | Kloster Corvey                    | Besitzbestätigung |